# Emi Nakamura
Emi Nakamura, née en octobre 1980, est une macroéconomiste de nationalités américaine et canadienne, professeur à l'université de Californie à Berkeley. Elle est lauréat de la médaille John-Bates-Clark 2019. Elle a reçu la bourse de carrière de la Fondation nationale pour la science et une Bourse Sloan et a été récipiendaire du prix Elaine-Bennett pour la recherche en 2014.

## Biographie
Elle fut étudiante de Robert Barro et Ariél Pakes, qui ont dirigé sa thèse de doctorat à l'université Harvard en 2007, intitulée Price Adjustment, Pass-through and Monetary Policy. Elle a obtenu son bachelor de l'université de Princeton. 
L'influence de ses travaux étant notoire, elle est considérée par le FMI comme l'un des 25 meilleurs économistes de moins de 45 ans en 2014. Ses recherches portent sur des questions empiriques en macroéconomie, notamment la rigidité des prix, l’impact des chocs budgétaires et les erreurs de mesure dans les statistiques officielles. Dans des travaux particulièrement influents, elle a montré que de nombreux changements de prix sont dus à des ventes temporaires planifiées longtemps à l’avance, plutôt qu’à des réponses dynamiques aux conditions économiques. 

## Vie privée
Elle est mariée à l'économiste Jón Steinsson et mère de deux enfants. Par ailleurs, elle est la fille des économistes Masao Nakamura et Alice Nakamura,, petite-fille de Guy Orcutt, de par sa mère.